# Ministrowie spraw zagranicznych Islandii
Ministrowie spraw zagranicznych Islandii od 1941 roku.
| Osoba                        | Od                   | Do                   | Partia                                         |
| ---------------------------- | -------------------- | -------------------- | ---------------------------------------------- |
| Stefán Jóh. Stefánsson       | 18 listopada 1941    | 17 stycznia 1942     | Partia Socjaldemokratyczna (Sosialdemokratene) |
| Ólafur Thors                 | 16 maja 1942         | 16 grudnia 1942      | Partia Niepodległości (Selvstendighetspartiet) |
| Vilhjálmur Þór               | 16 grudnia 1942      | 21 października 1944 | bezpartyjny                                    |
| Ólafur Thors                 | 21 października 1944 | 4 lutego 1947        | Partia Niepodległości (Selvstendighetspartiet) |
| Bjarni Benediktsson          | 4 lutego 1947        | 11 września 1953     | Partia Niepodległości (Selvstendighetspartiet) |
| Kristinn Guðmundsson         | 11 września 1953     | 24 lipca 1956        | Partia Postępu (Fremskrittspartiet)            |
| Guðmundur Í. Guðmundsson     | 24 lipca 1956        | 3 sierpnia 1956      | Partia Socjaldemokratyczna (Sosialdemokratene) |
| Emil Jónsson                 | 3 sierpnia 1956      | 17 października 1956 | Partia Socjaldemokratyczna (Sosialdemokratene) |
| Guðmundur Í. Guðmundsson     | 17 października 1956 | 31 sierpnia 1965     | Partia Socjaldemokratyczna (Sosialdemokratene) |
| Emil Jónsson                 | 31 sierpnia 1965     | 14 lipca 1971        | Partia Socjaldemokratyczna (Sosialdemokratene) |
| Einar Ágústsson              | 14 lipca 1971        | 1 września 1978      | Partia Postępu (Fremskrittspartiet)            |
| Benedikt Gröndal             | 1 września 1978      | 8 lutego 1980        | Partia Socjaldemokratyczna (Sosialdemokratene) |
| Ólafur Jóhannesson           | 8 lutego 1980        | 26 maja 1983         | Partia Postępu (Fremskrittspartiet)            |
| Geir Hallgrímsson            | 26 maja 1983         | 24 stycznia 1986     | Partia Niepodległości (Selvstendighetspartiet) |
| Matthías Á. Mathiesen        | 24 stycznia 1986     | 8 lipca 1987         | Partia Niepodległości (Selvstendighetspartiet) |
| Steingrímur Hermannsson      | 8 lipca 1987         | 28 września 1988     | Partia Postępu (Fremskrittspartiet)            |
| Jón Baldvin Hannibalsson     | 28 września 1988     | 23 kwietnia 1995     | Partia Socjaldemokratyczna (Sosialdemokratene) |
| Halldór Ásgrímsson           | 23 kwietnia 1995     | 15 września 2004     | Partia Postępu (Fremskrittspartiet)            |
| Davíð Oddsson                | 15 września 2004     | 27 września 2005     | Partia Niepodległości (Selvstendighetspartiet) |
| Geir Haarde                  | 27 września 2005     | 15 czerwca 2006      | Partia Niepodległości (Selvstendighetspartiet) |
| Valgerður Sverrisdóttir      | 15 czerwca 2006      | 24 maja 2007         | Partia Postępu (Fremskrittspartiet)            |
| Ingibjörg Sólrún Gísladóttir | 24 maja 2007         | 1 lutego 2009        | Sojusz (Sosialdemokratene)                     |
| Össur Skarphéðinsson         | 1 lutego 2009        | 23 maja 2013         | Sojusz (Sosialdemokratene)                     |
| Gunnar Bragi Sveinsson       | 23 maja 2013         | 7 kwietnia 2016      | Partia Postępu (Fremskrittspartiet)            |
| Lilia Dögg Alfredsdottir     | 7 kwietnia 2016      | nadal                | Partia Postępu (Fremskrittspartiet)            |